# Phrygile
Taxons concernés
Quatre genres :
- Geospizopsis
- Idiopsar
- Phrygilus
- Rhopospinamodifier

Phrygile est un nom vernaculaire ambigu en français pouvant désigner plusieurs espèces d’oiseaux de l’écozone néotropicale de la famille des Thraupidae.

## Étymologie
Du grec ancien φρυγίλος (phrygílos), « pinson (des arbres ?) ».

## Liste alphabétique
- Phrygile bicolore - Idiopsar erythronotus
- Phrygile charbonnier - Rhopospina carbonaria
- Phrygile à dos roux - Idiopsar dorsalis
- Phrygile gris-de-plomb - Geospizopsis unicolor
- Phrygile de Patagonie - Phrygilus patagonicus
- Phrygile du Pérou - Phrygilus punensis
- Phrygile petit-deuil - Rhopospina fruticeti
- Phrygile plébéien - Geospizopsis plebejus
- Phrygile à queue barrée - Rhopospina alaudina
- Phrygile à tête grise - Phrygilus gayi
- Phrygile à tête noire - Phrygilus atriceps